# Jason Gardener
Pour les articles homonymes, voir Gardener.
Jason Gardener, né le 18 septembre 1975 à Bath, est un athlète britannique retraité, qui pratiquait le sprint.
Il est un membre très régulier du relais 4 × 100 m britannique. Son principal succès est d'ailleurs sa victoire en relais 4 × 100 m avec ses compatriotes Darren Campbell, Marlon Devonish et Mark Lewis-Francis aux Jeux olympiques d'Athènes. Ils y battirent le relais américain composé de Shawn Crawford, Justin Gatlin, Coby Miller et Maurice Greene d'un centième de seconde.
Il est détenteur du record d'Europe en 37 s 73 ( Royaume-Uni, Gardener-Campbell-Devonish-Chambers) le 29 août 1999 à Séville.
Individuellement, son plus grand succès est son titre mondial de 2004 en salle sur 60 m.
Lors du meeting de Londres 2007, Jason Gardener a annoncé sa retraite sportive à l'âge de 32 ans.

## Palmarès

### Jeux olympiques d'été
- Jeux olympiques d'été de 2000 à Sydney ( Australie)
  - éliminé lors des séries sur 100 m
  - éliminé lors des séries en relais 4 × 100 m
- Jeux olympiques d'été de 2004 à Athènes ( Grèce)
  - éliminé lors des demi-finales sur 100 m
  -  Médaille d'or en relais 4 × 100 m

### Championnats du monde d'athlétisme
- Championnats du monde d'athlétisme de 1999 à Séville ( Espagne)
  - 7e sur 100 m
  -  Médaille d'argent en relais 4 × 100 m
- Championnats du monde d'athlétisme de 2005 à Helsinki ( Finlande)
  - éliminé lors des demi-finales sur 100 m
  -  Médaille de bronze en relais 4 × 100 m

### Championnats du monde d'athlétisme en salle
- Championnats du monde d'athlétisme en salle de 1997 à Paris ( France)
  - éliminé lors des demi-finales sur 60 m
- Championnats du monde d'athlétisme en salle de 1999 à Maebashi ( Japon)
  -  Médaille de bronze sur 60 m
- Championnats du monde d'athlétisme en salle de 2003 à Birmingham ( Royaume-Uni)
  -  Médaille de bronze sur 60 m
- Championnats du monde d'athlétisme en salle de 2004 à Budapest ( Hongrie)
  -  Médaille d'or sur 60 m

### Jeux du Commonwealth
- Jeux du Commonwealth de 2006 à Melbourne ( Australie)
  - éliminé lors des demi-finales sur 100 m

### Championnats d'Europe d'athlétisme
- Championnats d'Europe d'athlétisme de 2002 à Munich ( Allemagne)
  - éliminé lors des demi-finales sur 100 m

### Championnats d'Europe d'athlétisme en salle
- Championnats d'Europe d'athlétisme en salle de 1998 à Valence ( Espagne)
  -  Médaille d'argent sur 60 m
- Championnats d'Europe d'athlétisme en salle de 2000 à Gand ( Belgique)
  -  Médaille d'or sur 60 m
- Championnats d'Europe d'athlétisme en salle de 2002 à Vienne ( Autriche)
  -  Médaille d'or sur 60 m
- Championnats d'Europe d'athlétisme en salle de 2005 à Madrid ( Espagne)
  -  Médaille d'or sur 60 m
- Championnats d'Europe d'athlétisme en salle de 2007 à Birmingham ( Royaume-Uni)
  -  Médaille d'or sur 60 m

### Championnats du monde junior d'athlétisme
- 1994 à Lisbonne ( Portugal)
  -  2e sur 100 mètres